# Modesto Nolla Estrada
Modesto Nolla Estrada (Barcelona, 10 de desembre de 1956) és un funcionari i polític espanyol del Partit Socialista Obrer Espanyol (PSOE), diputat a la Assemblea de Madrid des de 1995.

## Biografia
Nascut a Barcelona el 10 de desembre de 1956, es va afiliar al Partit Socialista Obrer Espanyol (PSOE) el 1976 i a la Unió General de Treballadors (UGT) el 1990.
Candidat nombre 22 de la llista del PSOE encapçalada per Joaquín Leguina per a les eleccions a l'Assemblea de Madrid de 1995, va resultar escollit per primera vegada diputat autonòmic en la quarta legislatura del Parlament regional. Va renovar la seva acta de diputat per les següents sis legislatures en les eleccions de 1999, maig i octubre de 2003, 2007, 2011 i 2015.
Dins el grup parlamentari socialista es va especialitzar en assumptes d'Urbanisme.
En la desena legislatura va ser elegit vicepresident segon de la Mesa de l'Assemblea.